# Rosario Giuliani

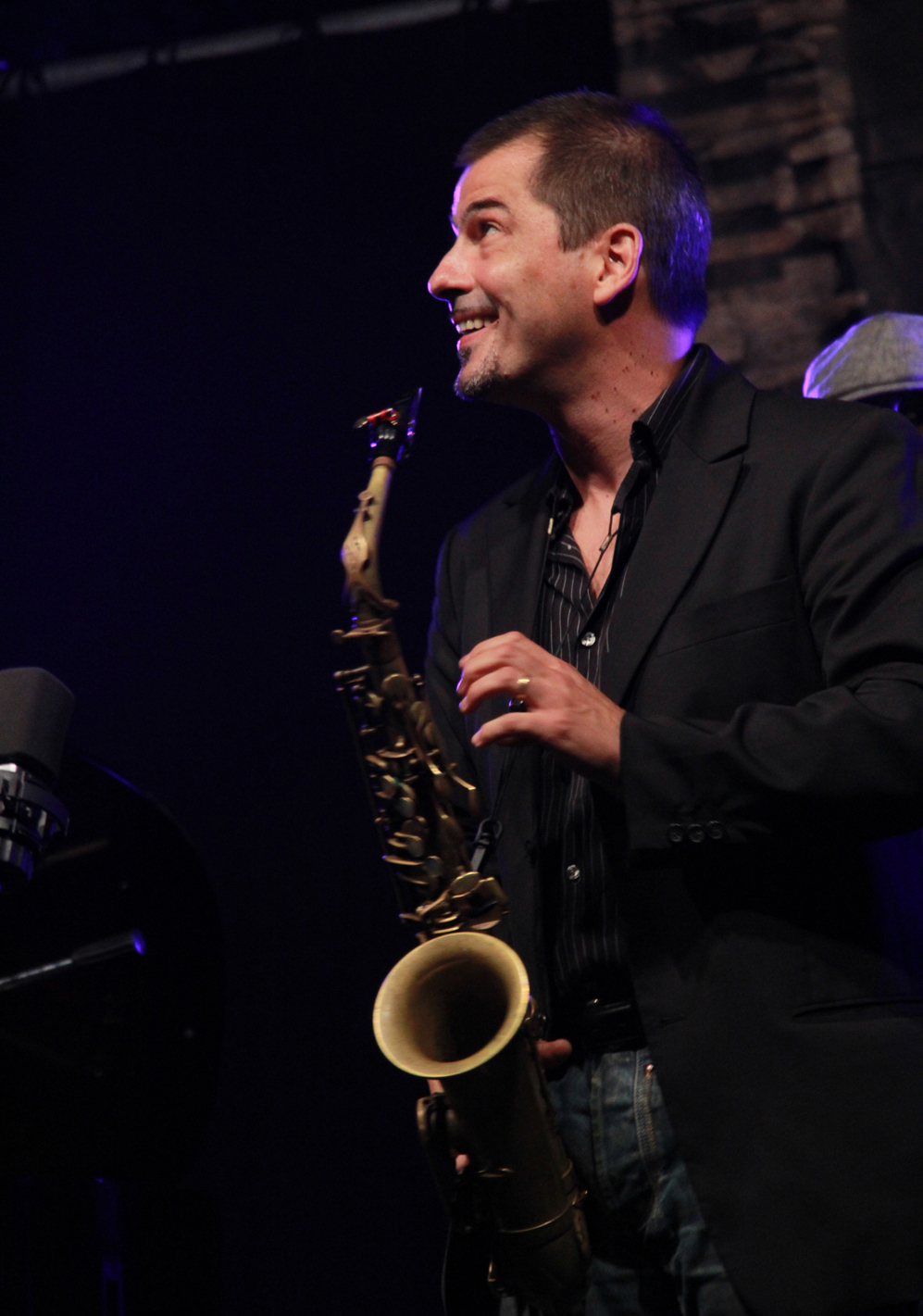
Rosario Giuliani

Rosario Giuliani  (* 1967  in Terracina, Latium) ist ein italienischer Jazz-Saxophonist (Alt- und Sopransaxophon) des Hardbop.
Rosario Giuliani  begann seine Musikerkarriere 1987, nachdem er sein Studium mit Diplom am Konservatorium Licinio Refice in Frosinone abgeschlossen hatte. 1989 war er Mitglied der vom Berklee College of Music organisierten Festivalband auf dem Jazzfestival Umbria Jazz. 1990 spielte er im RAI Radio-Orchester unter der Leitung von James Newton Howard. Außerdem arbeitete er mit Ennio Morricone, Luis Bacalov, Armando Trovajoli, Nicola Piovani und Riz Ortolani zusammen.
1996 gewann er den „Massimo Urbani“-Preis Im Jahr 2000 nahm auf dem französischen Label Dreyfus Jazz sein Debütalbum Luggage auf. 2005 wirkte er an dem Album Land of the Sun von Charlie Haden und Gonzalo Rubalcaba mit; 2006 unternahm er eine Tournee durch China. Bei seinen weiteren Produktionen für Dreyfus Jazz arbeitete er u. a. mit Jean-Michel Pilc und Richard Galliano zusammen.
Giuliani arbeitete im Laufe seiner Karriere außerdem mit Kenny Wheeler, Randy Brecker, Bob Mintzer, Cedar Walton, Phil Woods, Cameron Brown, Joe Locke, Donald Harrison, in Italien auch mit Enrico Rava, Maurizio Giammarco, Tullio De Piscopo, Franco D’Andrea, Giovanni Tommaso, Enrico Pieranunzi, Dado Moroni und Flavio Boltro.

## Diskographische Hinweise
- „Luggage“ (Dreyfus, 2000)
- „Mr. Dodo“ (Dreyfus, 2002)
- “More Than Ever” (Dreyfus, 2004) mit Pilc und Galliano
- „Anything Else“ (Dreyfus,  2007)